# Amastus watsoni
Amastus watsoni là một loài bướm đêm thuộc phân họ Arctiinae, họ Erebidae.